# Mjöd

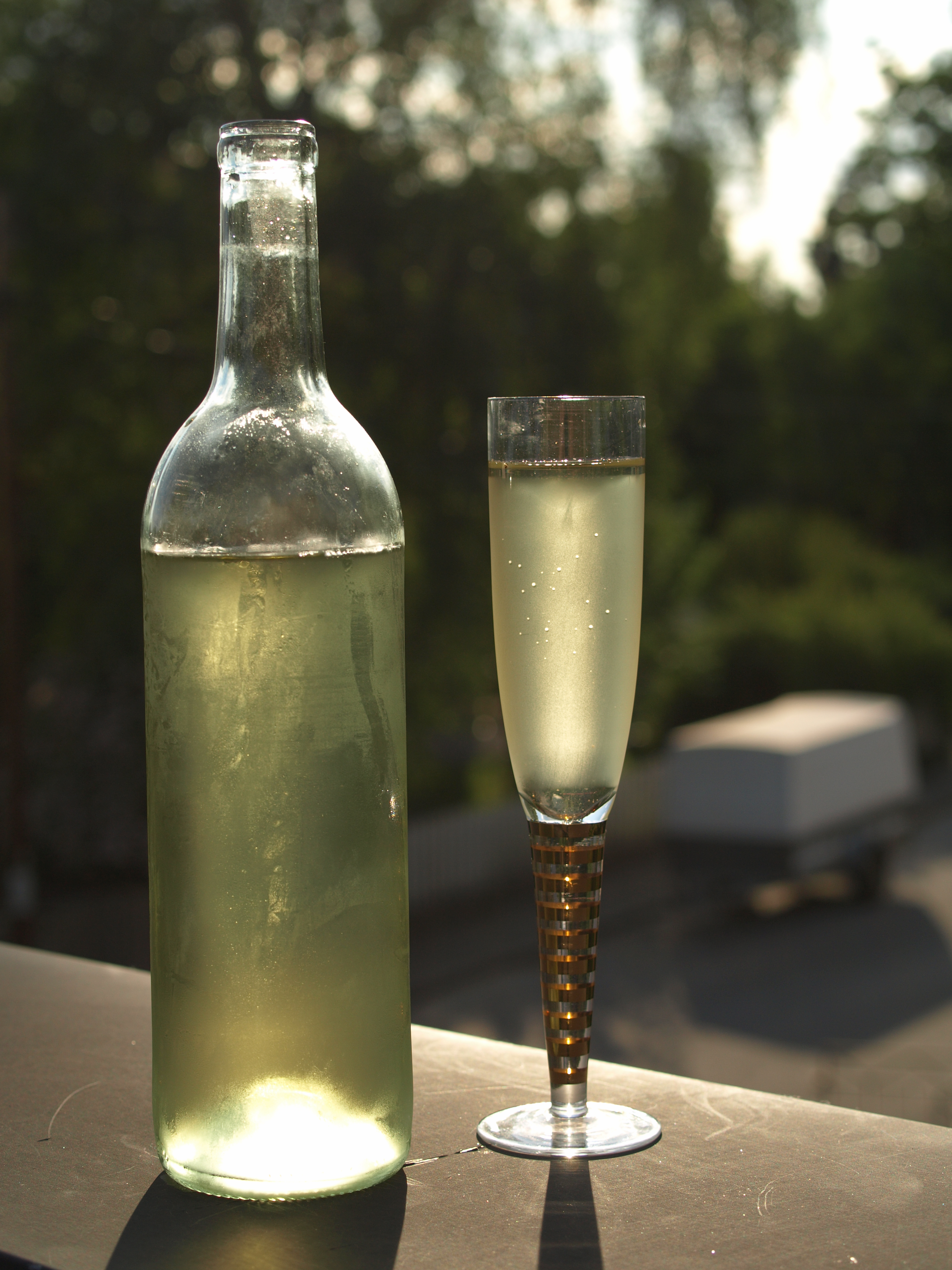
Mjöd vid midsommar 2010.

Mjöd, ibland men ej i handeln även kallat honungsvin, är en alkoholhaltig dryck som får sin etanolhalt genom jäsning av honung. Även andra råvaror får förekomma i ett mjöd. Vid tillverkning av mjöd används ofta samma tekniker som för vin, förutom att man använder vatten och honung istället för druvsaft. Mjöd kan smaka och se ut på många olika sätt beroende på vilken kvantitet och sort av honung som används och om frukt, bär, kryddor, malt eller något annat ingår i receptet. Ett traditionellt mjöd tillverkat på endast honung och vatten kan till färg, smak, och konsistens jämföras med ett lent och lättdrucket vitt vin. Mjöd kan också beteckna den genom jäsning med jäst kolsyrade dryck som traditionellt dricks kring första maj i Finland, och som inte är alkoholhaltig. 

## Olika sorters mjöd
- Traditionellt mjöd - Ett mjöd gjort enbart på honung och vatten.
- Sortmjöd - Ett mjöd där man, för den honung som används i mjödet, känner till från vilken eller vilka växter bina tagit sin nektar. Sådan honung kallas sorthonung.
- Torrt mjöd - Ett mjöd med låg restsötma.
- Sött mjöd/dessertmjöd - Ett mjöd med hög restsötma. I Polen finns olika grader av söta mjöd. Dessa är Czwórniak[1] (¼ honung), Trójniak[2] (⅓ honung), Dwójniak[3] (½ honung) och Półtorak[4] (⅔ honung).
- Kryddat mjöd - Ett mjöd smaksatt med kryddor och/eller örter. Till exempel med humle, vanilj eller fläder. Kallas metheglin på engelska (efter walesiska meddyglyn).
- Frukt/bärmjöd - Ett mjöd där, förutom honung, en stor del (15–50 %) frukt eller bär använts. På engelska finns vissa specialtermer för olika sådana mjöd. Några av dessa är Melomel (vilken frukt/bär som helst), Cyser (äpplen), Pyment (vindruvor), Black mead (svarta vinbär), och Morat (mullbär).
- Mölska - Ett mjöd där, förutom honung, en stor del malt (15–80 %) använts. Kallas ibland ölmjöd. Denna dryck är oftast väldigt lik öl. Den liknar den Brittiska drycken braggot som är en blandning av ale och mjöd, men är mer alkoholstark.
- Andra mjödvarianter - Det finns även annat som kan användas som ingredienser i mjöd. Björksavsmjöd, rosenbladsmjöd, och nässelmjöd är några exempel på detta. Ett mjöd kan även vara en kombination av olika sorters mjöd.
- Starkmjöd - Ett mjöd som har en högre alkoholhalt än normalt för vin. På grund av ämnen i honungen som gör jästen extra tålig så kan mjöd med särskilda metoder långsamt jäsas ända upp till 24 volymprocent. Alternativt så kan destillerad mjöd tillsättas efter jäsningen.
- Mousserande mjöd - Ett mjöd som efterjästs på flaska.
- Destillerat mjöd - Mjöd som destillerats så att det blir sprit. Andra möjliga namn på denna dryck skulle kunna vara honungssprit, mjödbrandy, eller mjödkonjak.
- Alkoholfritt mjöd - En honungsdryck med lite, eller ingen, alkohol.
- I Finland finns en populär alkoholfri variant av mjöd som baseras på citron, farinsocker, jäst, vatten, russin och möjligen lite lättöl. Denna mjödsort är tillsammans med struvor och majvippor ett fast inslag i vårfirandet på första maj i Finland. Det finska ordet för denna dryck är sima, emellertid innehåller sima inte nödvändigtvis honung.

## Historia
Det var inte bara vikingar som drack mjöd i äldre tider. Det äldsta spåret av en jäst dryck innehållande honung är från Kina ca 7000 f.Kr, och den äldsta text där mjöd omnämns är Rigveda från Indien 1700–1100 f.Kr. Mjöd har funnits i nästan alla forna kulturer. Mesopotamier, egyptier, greker, romare, och mayafolket hade alla någon form av mjöd och nästan alltid ansågs det vara gudarnas dryck.
Även i Norden var mjöd en gudadryck. Oden stal det så kallade suttungamjödet från jättar och gav det till asar och män som förstår sig på att skalda. Högst upp på världsträdet Yggdrasil går geten Heidrun ur vars spenar det rinner mjöd som dricks av fallna kämpar i Valhall.
Hur omfattande människornas mjöddrickande var under vikingatiden är dock mindre känt. Det äldsta arkeologiska fyndet i Norden är ett kärl från bronsåldern som påträffats i Danmark vari det finns rester av jäst dryck beredd på bland annat lingon och honung. Dessa rester har tolkats som någon form av mjöd. Mjödet tros ha varit en dyr högprestigedryck som främst konsumerades vid högtider eller användes som gåva för att säkra allianser. 
Det finns inga recept på mjöd bevarade från vikingatiden. De äldsta recepten på mjöd härstammar från 1400- och 1500-talen, vilket också är den epok där mjödtillverkning och mjöddryckesvanor är bäst dokumenterade. Mjöd var till exempel ett vanligt förekommande inslag vid Gustav Vasas hov.
Efter 1500-talet blev mjöd betydligt ovanligare, vilket tros bero på en rad faktorer. Biodling skall ha blivit mindre omfattande, dels på grund av att socker blev billigare, dels på grund av att kyrkan ej längre hade samma behov av vax, och också på grund av att importerat vin hade börjat ersätta mjödet.

## Mjöd idag
Idag dricks mjöd främst i östra Europa och främst Polen där den kallas miód pitny (”drickbar honung”, vilket i mångt vittnar om senare tiders mjöds ursprung då de slaviska språkens ord för honung är just ”miód”, ”miod” och ”med”), Brittiska öarna, Nordamerika (Mead) och Etiopien (Tej), men det finns producenter av mjöd i många andra länder, både i övriga Europa (bland annat Sverige), samt i länder som Australien och Sydafrika. I Polen är mjöd en tradition som lever kvar sedan forntid. Sådana traditioner finns även i de flesta andra europeiska länder, men inte i samma omfattning. Därför har EU låtit polskt mjöd, som varit en exportvara åtminstone sedan 700-talet, få skyddad ursprungsbeteckning. I Frankrike till exempel finns det två olika namn på drycken (Hydromel, samt Chouchen, vilka har något annorlunda historiska ursprung). I Nordamerika är mjöd en kultur av betydligt nyare ursprung, och entusiaster undersöker aktivt hur drycken kan förbättras. Redan på 1950-talet fanns en hel del mjöd i USA, men det är inte förrän i slutet av 1980-talet som det började bildas dryckestillverkare som hade mjöd som sin huvudprodukt.

## Regler för mjöd i Sverige
- Det finns inga regler fastslagna av Livsmedelsverket, EU eller andra myndigheter. Mjöd är inte en skyddad beteckning. Honung kan användas som sötningsmedel i drycker, utan att det därför behöver kallas mjöd.
- Honungsbaserad jäst dryck måste saluföras som "mjöd". Exempelvis får ordet "honungsvin" ej ersätta ordet "mjöd" på etiketter. Ordet "mjöd" översatt till andra språk än svenska är dock tillåtet.
- Många tror att hemtillverkning av mjöd för personligt bruk ej är tillåtet eftersom det inte är fruktbaserat. Detta var sant enligt äldre versioner av alkohollagen, men ej enligt den idag rådande.